# Lucius Dasumius Hadrianus
Lucius Dasumius Hadrianus (fl. 93) était un homme politique de l'Empire romain.

## Biographie
Fils de Lucius Dasumius Tuscus et de sa femme Aelia Hadriana, tante de Hadrien, et petit-fils maternel de Publius Aelius Hadrianus Afer et de sa femme Domitia Paulina ou Domitia Paulina Major.
Il fut consul suffect en 93.
Il se maria avec Mindia Matidia Minor, fille d'un Lucius Mindius, sénateur de rang consulaire, et de sa femme Salonia Matidia Major, et fut le père adoptif de Publius Dasumius Rusticus.